# Zaraće
Zaraće – wieś w Chorwacji, w żupanii splicko-dalmatyńskiej, w mieście Hvar. W 2011 roku liczyła 14 mieszkańców.